# Jan Klata
Jan Klata (ur. 28 marca 1973 w Warszawie) – polski reżyser teatralny, dramaturg, w latach 2013–2017 dyrektor Narodowego Starego Teatru im. Heleny Modrzejewskiej w Krakowie, felietonista „Tygodnika Powszechnego”. W lutym 2025 nominowany na dyrektora Teatru Narodowego w Warszawie. Starszy brat Wojciecha Klaty.

## Życiorys
W wieku 12 lat, w 1986 przysłał na konkurs dramaturgiczny Teatru Współczesnego we Wrocławiu sztukę Słoń Zielony, która została następnie opublikowana przez miesięcznik „Dialog” oraz wystawiona przez Teatr im. Stanisława Ignacego Witkiewicza w Zakopanem.
W 1992 roku ukończył II Liceum Ogólnokształcące im. Stefana Batorego w Warszawie. W okresie szkolnym był stypendystą Krajowego Funduszu na rzecz Dzieci. Przez dwa lata studiował na Wydziale Reżyserii Państwowej Wyższej Szkoły Teatralnej w Warszawie, trzeci rok nauki kontynuował na Wydziale Reżyserii Dramatu PWST w Krakowie, gdzie współpracował z Krystianem Lupą, Jerzym Grzegorzewskim i Jerzym Jarockim.
Po studiach zajmował się różnymi pracami, nie zawsze związanymi z teatrem. Był m.in. copywriterem, dziennikarzem muzycznym oraz reżyserem talk-show w TV Puls. Na planie filmu Matka swojej matki (1996) podjął współpracę z reżyserem Robertem Glińskim.
Pierwszą samodzielną realizacją teatralną Klaty był spektakl Rewizor Nikołaja Gogola w Teatrze Dramatycznym im. Jerzego Szaniawskiego w Wałbrzychu (2003). Miesiąc później w Teatrze Polskim we Wrocławiu wystawił własną sztukę Uśmiech grejpfruta, którą prezentował wcześniej w formie warsztatów podczas Wrocławskiego Forum Dramaturgii Współczesnej Eurodrama w 2002.
W grudniu 2005 w Warszawie odbył się „Klata Fest”, przegląd spektakli Klaty.
W latach 2013–2017 był dyrektorem Narodowego Starego Teatru im. Heleny Modrzejewskiej w Krakowie.

## Premiery wybranych spektakli
- 9 stycznia 2004: Lochy Watykanu według André Gide’a – Teatr Współczesny we Wrocławiu;
- 2 lipca 2004: H. według Hamleta Williama Shakespeare’a – Teatr Wybrzeże w Gdańsku;
- 18 grudnia 2004: ... córka Fizdejki według dramatu Janulka, córka Fizdejki Witkacego w Teatr im. Jerzego Szaniawskiego w Wałbrzychu;
- 23 kwietnia 2005: Nakręcana pomarańcza według powieści Mechaniczna pomarańcza Anthony’ego Burgessa, Teatr Współczesny we Wrocławiu we współpracy z Wrocławskim Teatrem Pantomimy;
- 16 października 2005: Fanta$y według dramatu Fantazy Juliusza Słowackiego – Teatr Wybrzeże w Gdańsku;
- 14 stycznia 2006: Trzy stygmaty Palmera Eldritcha według powieści Philipa K. Dicka – Narodowy Stary Teatr im. Heleny Modrzejewskiej w Krakowie;
- 1 sierpnia 2007: Triumf Woli – spektakl z okazji 63. rocznicy wybuchu powstania warszawskiego – Muzeum Powstania Warszawskiego;
- 29 marca 2008: Sprawa Dantona Stanisławy Przybyszewskiej – Teatr Polski we Wrocławiu;
- 1 października 2011: Koprofagi, czyli znienawidzeni, ale niezbędni według powieści Tajny agent i W oczach Zachodu Josepha Conrada – Narodowy Stary Teatr im. Heleny Modrzejewskiej w Krakowie;
- 18 kwietnia 2016: Makbet Williama Szekspira – MChAT Moskiewski Akademicki Teatr Artystyczny[7][8].
- 12 kwietnia 2017: Wesele Stanisława Wyspiańskiego – Stary Teatr w Krakowie[9]
- 26 września 2020: Lazarus Davida Bowiego – Teatr Muzyczny „Capitol”[10]
- 28 września 2024: Romeo i Julia Williama Szekspira – Teatr Muzyczny „Capitol”[11]

## Nagrody
- 1986: Wrocław – konkurs dramaturgiczny Teatru Współczesnego we Wrocławiu i miesięcznika „Dialog” – nagroda za sztukę Słoń zielony;
- 2001: Wrocław – konkurs dramaturgiczny Teatru Polskiego we Wrocławiu i miesięcznika „Dialog” – wyróżnienie za dramat Uśmiech grejpruta;
- 2004: Cieszyn – XV Międzynarodowy Festiwal Teatralny „Bez Granic” – nagroda główna „Złamany Szlaban” dla przedstawienia Rewizor Nikołaja Gogola w Teatrze Dramatycznym im. Jerzego Szaniawskiego w Wałbrzychu;
- 2004: nagroda w dziedzinie reżyserii za próbę wypracowania osobnego języka teatralnego za Lochy Watykanu na 3. Festiwalu Premier w Bydgoszczy;
- 2005: Katowice – VII OFSR „Interpretacje” – nagroda jednego jurora (Mikołaja Grabowskiego) za reżyserię przedstawienia Rewizor Nikołaja Gogola w Teatrze Dramatycznym im.Jerzego Szaniawskiego w Wałbrzychu;
- 2005: Opole – XXX OKT – nagroda za reżyserię i opracowanie muzyczne przedstawienia ...córka Fizdejki według Witkacego w Teatrze Dramatycznym im. Jerzego Szaniawskiego w Wałbrzychu;
- 2005: Cieszyn – XVI Festiwal Teatralny „Bez Granic” – Złamany Szlaban oraz nagroda pieniężna Ministerstwa Kultury za przedstawienie”...córka Fizdejki” według Witkacego w Teatrze Dramatycznym im.Jerzego Szaniawskiego w Wałbrzychu;
- 2005: Toruń – XV MFT Kontakt – nagroda dla najlepszego młodego twórcy – za reżyserię przedstawienia ...córka Fizdejki według Witkacego w Teatrze Dramatycznym im. Jerzego Szaniawskiego w Wałbrzychu;
- 2005: Gdańsk – nagroda indywidualna za przedstawienie „H.” w Teatrze Wybrzeże w Gdańsku w Konkursie Fundacji Theatrum Gedanense na najlepszą inscenizację dzieł dramatycznych Williama Shakespeare’a w Polsce w sezonie 2004/05;
- 2005: Gdańsk – Festiwal Teatru Wybrzeże – nagroda widzów dla najlepszego przedstawienia sezonu 2004/05 – za spektakl H. według Williama Shakespeare’a;
- 2005: Wrocławska Nagroda Teatralna dla przedstawienia Nakręcana pomarańcza według Anthony’ego Burgessa we Wrocławskim Teatrze Współczesnym im. Edmunda Wiercińskiego;
- 2006: nagroda główna Złamany Szlaban dla Rewizora według Gogola na 15. Międzynarodowym Festiwalu Teatralnym Bez Granic w Cieszynie;
- 2006: Paszport „Polityki” za nowatorskie i odważne odczytywanie klasyki, za pasję i upór, z jakim diagnozuje stan polskiej rzeczywistości i bada siłę narodowych mitów;
- 2008: Grand Prix za Sprawę Dantona na Opolskich Konfrontacjach Teatralnych Klasyka Polska;
- 2008: Nagroda im. Konrada Swinarskiego – przyznawana przez redakcję miesięcznika „Teatr” – dla najlepszego reżysera sezonu 2007/2008 za reżyserię przedstawienia „Sprawa Dantona” Stanisławy Przybyszewskiej w Teatrze Polskim we Wrocławiu[12];
- 2009: Laur Konrada za Sprawę Dantona na XI OFSR „Interpretacje” w Katowicach;
- 2018: Europejska Nagroda Teatralna, nagroda Nowe Rzeczywistości Teatralne – za wyznaczanie nowych trendów i kreowanie nowego języka teatru[13].